# Phygadeuon melanarius
Phygadeuon melanarius là một loài tò vò trong họ Ichneumonidae.